# رمو د آنجلیس
رمو د آنجلیس (ایتالیایی: Remo De Angelis؛ ۳۰ ژوئیه ۱۹۲۶–۹ اکتبر ۲۰۱۴) بازیگر، بدل‌کار و نقاش اهل ایتالیا است.
از فیلم‌هایی که وی در آن نقش داشته‌است، می‌توان به داستان بل استار، مردی به نام اسلج، جانگو، جنگو، آماده مرگ باش، سرسخت و مقتدر، خشم آشیل، گاریبالدی، هانیبال، ریتای غرب، سکوت بزرگ، سرباز حرفه‌ای و تعطیلات اروپایی نشنال لمپون اشاره کرد.